# Javier G. Salmones
Francisco Javier García-Salmones Mateo, conegut artísticament com a Javier G. Salmones (Madrid, 1953) és un director de fotografia espanyol.
El 1977 es va llicenciar en fotografia a la Facultat de Ciències de la Informació de la Universitat Complutense de Madrid. De 1977 a 1984 va treballar en curtmetratges i en el NO-DO fins que es va treballar a Sahara i El elegido (1985) amb José Luis López Vázquez. Després fou el director de fotografia a La vida alegre (1987), Miss Caribe (1988) i Alegre ma non troppo (1994) de Fernando Colomo, Un negre amb un saxo (1989) i El complot dels anells (1988) de Francesc Bellmunt, i Orquesta Club Virginia (1992) de Manuel Iborra. També fou director de fotografia de la sèrie de televisió Las chicas de hoy en día (1992) i un episodi de La mujer de tu vida.
El 1999 fou nominat al Goya a la millor fotografia per la seva tasca a La lengua de las mariposas El mateix any va guanyar el premi a la fotografia al Festival de Cinema d'Avanca per Finisterre, donde termina el mundo. El 2004 fou nominat a la millor fotografia del Cercle d'Escriptors Cinematogràfics pel seu treball a Romasanta. La caza de la bestia.
Després de treballar a llargmetratges com Morir en San Hilario (2005), Los Borgia (2006) i Diari d'una nimfòmana (2008), va treballar a minisèries de televisió com Días sin luz, Marisol i Paquirri (2009) i a sèries com La fuga (2012) i Reinas (2016), per la que va obtenir un dels Premis Iris. Després ha treballat a Velvet Colección i Pequeñas coincidencias (2018).